# Dermatomya
Dermatomya is een geslacht van tweekleppigen uit de  familie van de Poromyidae.

## Soorten
- Dermatomya buttoni Dall, 1916
- Dermatomya castanea (Habe, 1952)
- Dermatomya chilensis (Dall, 1908)
- Dermatomya hyalina Bernard, 1989
- Dermatomya mactroides (Dall, 1889)
- Dermatomya tenuiconcha (Dall, 1913)
- Dermatomya trosti Strong & Hertlein, 1937